# Cuautepec de Hinojosa
Esta página se refiere a una localidad. Para el municipio homónimo véase Municipio de Cuautepec de Hinojosa
Cuautepec de Hinojosa es una localidad mexicana, cabecera municipal del municipio de Cuautepec de Hinojosa en el estado de Hidalgo.

## Toponimia
Las etimología del Cuautepec es cuautlepetl (del náhuatl cuauh, cuatl, "árbol" y tepetl, "cerro"), que significa "en el cerro de los árboles" o "cerro arbolado".

## Geografía
Le corresponden las coordenadas geográficas 20°2′8″ de latitud norte y 98°18′33″ de longitud oeste, con una altitud de 2241 m s. n. m. En cuanto a fisiografía se encuentra dentro de la provincia del Eje Neovolcanico, dentro de la subprovincia de Lagos y volcanes de Anáhuac; su terreno es de lomerío y llanura. En lo que respecta a la hidrografía se encuentra posicionado en la región del Pánuco, dentro de la cuenca del río Moctezuma, en la subcuenca del río Metztitlán. El clima es templado frío, registra una temperatura media anual de 15 °C con una precipitación pluvial anual de 600 a 1100 mm.
| Parámetros climáticos promedio de Cuautepec de Hinojosa | Parámetros climáticos promedio de Cuautepec de Hinojosa | Parámetros climáticos promedio de Cuautepec de Hinojosa | Parámetros climáticos promedio de Cuautepec de Hinojosa | Parámetros climáticos promedio de Cuautepec de Hinojosa | Parámetros climáticos promedio de Cuautepec de Hinojosa | Parámetros climáticos promedio de Cuautepec de Hinojosa | Parámetros climáticos promedio de Cuautepec de Hinojosa | Parámetros climáticos promedio de Cuautepec de Hinojosa | Parámetros climáticos promedio de Cuautepec de Hinojosa | Parámetros climáticos promedio de Cuautepec de Hinojosa | Parámetros climáticos promedio de Cuautepec de Hinojosa | Parámetros climáticos promedio de Cuautepec de Hinojosa | Parámetros climáticos promedio de Cuautepec de Hinojosa |
| Mes                                                     | Ene.                                                    | Feb.                                                    | Mar.                                                    | Abr.                                                    | May.                                                    | Jun.                                                    | Jul.                                                    | Ago.                                                    | Sep.                                                    | Oct.                                                    | Nov.                                                    | Dic.                                                    | Anual                                                   |
| ------------------------------------------------------- | ------------------------------------------------------- | ------------------------------------------------------- | ------------------------------------------------------- | ------------------------------------------------------- | ------------------------------------------------------- | ------------------------------------------------------- | ------------------------------------------------------- | ------------------------------------------------------- | ------------------------------------------------------- | ------------------------------------------------------- | ------------------------------------------------------- | ------------------------------------------------------- | ------------------------------------------------------- |
| Temp. máx. abs. (°C)                                    | 29.5                                                    | 29.0                                                    | 31.5                                                    | 37.5                                                    | 34.0                                                    | 30.0                                                    | 28.0                                                    | 31.0                                                    | 29.0                                                    | 31.0                                                    | 29.0                                                    | 28.0                                                    | 37.5                                                    |
| Temp. máx. media (°C)                                   | 17.8                                                    | 19.7                                                    | 21.6                                                    | 23.5                                                    | 22.9                                                    | 21.0                                                    | 19.6                                                    | 19.6                                                    | 18.9                                                    | 18.8                                                    | 18.7                                                    | 18.1                                                    | 20.0                                                    |
| Temp. media (°C)                                        | 9.7                                                     | 11.2                                                    | 12.9                                                    | 15.0                                                    | 14.9                                                    | 14.3                                                    | 13.4                                                    | 13.2                                                    | 12.9                                                    | 12.1                                                    | 11.1                                                    | 10.1                                                    | 12.6                                                    |
| Temp. mín. media (°C)                                   | 1.5                                                     | 2.7                                                     | 4.1                                                     | 6.4                                                     | 6.8                                                     | 7.6                                                     | 7.2                                                     | 6.9                                                     | 7.0                                                     | 5.5                                                     | 3.5                                                     | 2.1                                                     | 5.1                                                     |
| Temp. mín. abs. (°C)                                    | -11.0                                                   | -8.5                                                    | -10.0                                                   | -4.5                                                    | -1.0                                                    | -2.0                                                    | -1.5                                                    | 0.0                                                     | -4.5                                                    | -8.5                                                    | -6.0                                                    | -7.5                                                    | -11.0                                                   |
| Precipitación total (mm)                                | 14.1                                                    | 17.2                                                    | 16.1                                                    | 35.6                                                    | 68.2                                                    | 118.4                                                   | 131.3                                                   | 104.0                                                   | 130.1                                                   | 91.0                                                    | 19.7                                                    | 9.5                                                     | 755.2                                                   |
| Días de lluvias (≥ 0.1)                                 | 1.4                                                     | 1.8                                                     | 2.0                                                     | 4.4                                                     | 7.0                                                     | 10.0                                                    | 11.5                                                    | 8.7                                                     | 11.0                                                    | 8.0                                                     | 2.4                                                     | 1.3                                                     | 69.5                                                    |
| Fuente: Servicio Meteorológico Nacional. 2015           |                                                         |                                                         |                                                         |                                                         |                                                         |                                                         |                                                         |                                                         |                                                         |                                                         |                                                         |                                                         |                                                         |

## Demografía
De acuerdo con el Censo de Población y Vivienda 2020 del INEGI; la ciudad tiene una población de 20 530 habitantes, lo que representa el 33.98 % de la población municipal. De los cuales 9640 son hombres y 10 890 son mujeres; con una relación de 88.52 hombres por 100 mujeres.

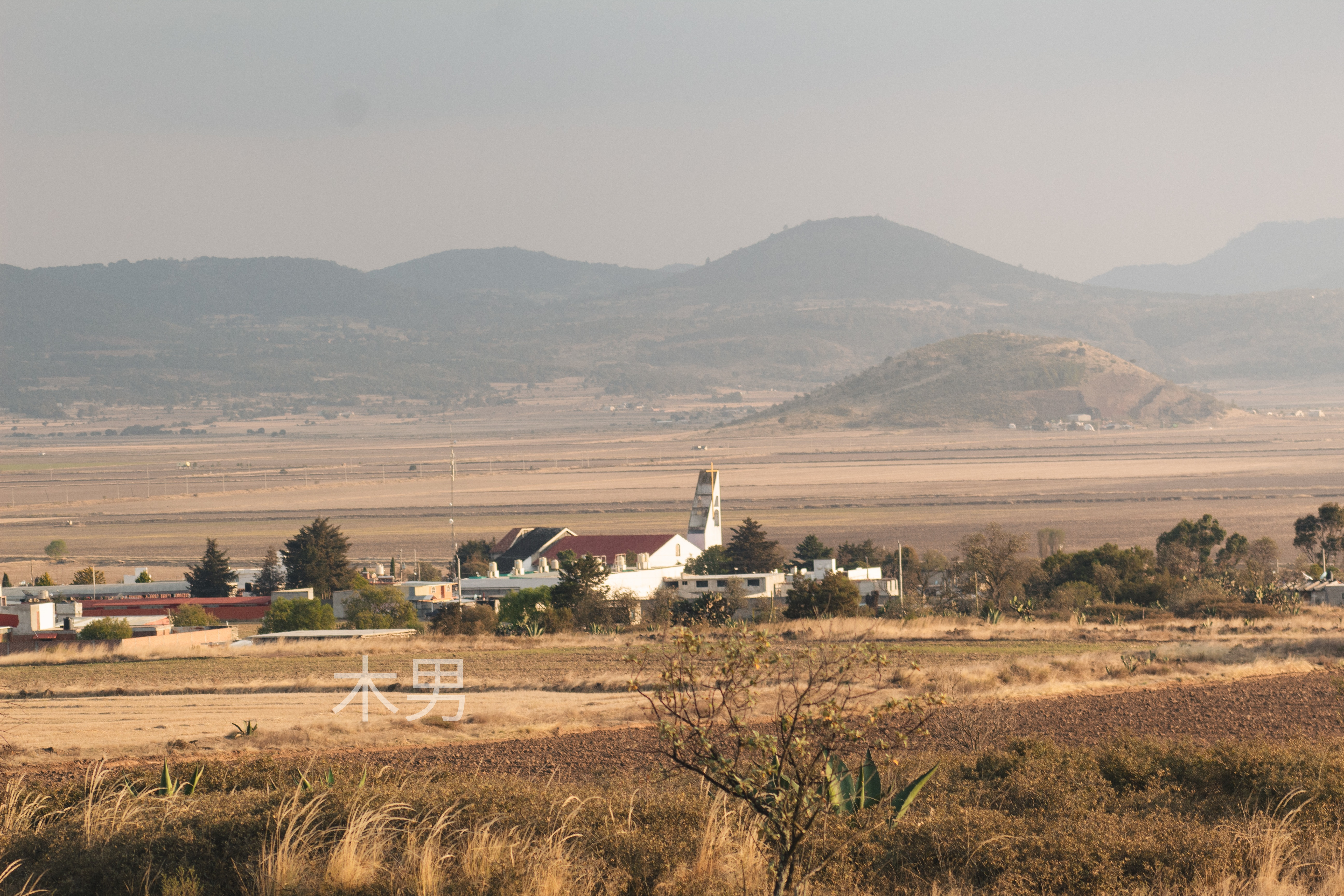
Fotografía Panorámica de Localidad de Tecocomulco de Juárez, Cuautepec de Hinojosa, Hidalgo

Las personas que hablan alguna lengua indígena, es de 119 personas, alrededor del 0.58 % de la población de la ciudad. En la ciudad hay 67 personas que se consideran afromexicanos o afrodescendientes, alrededor del 1.33 % de la población de la ciudad.
De acuerdo con datos del censo INEGI 2020, unas 17 828 declaran practicar la religión católica; unas 991 personas declararon profesar una religión protestante o cristiano evangélico; 11 personas declararon otra religión; y unas 1673 personas que declararon no tener religión o no estar adscritas en alguna.
| Gráfica de evolución demográfica de Cuautepec de Hinojosa entre 1900 y 2020                  |
|                                                                                              |
| Población de los censos y conteos del Instituto Nacional de Estadística y Geografía (INEGI). |

## Economía
La localidad tiene un grado de marginación bajo y un grado de rezago social muy bajo.